# Magyarország az 1971-es atlétikai Európa-bajnokságon
Magyarország a Helsinkiben megrendezett 1971-es atlétikai Európa-bajnokság egyik részt vevő nemzete volt. Az ország a versenyen 42 sportolóval képviseltette magát.

## Érmesek
| Érem  | Versenyző      | Versenyszám   | Dátum         |
| ----- | -------------- | ------------- | ------------- |
| Ezüst | Balogh Györgyi | 200 m         | augusztus 12. |
| Bronz | Fejér Géza     | Diszkoszvetés | augusztus 15. |

## Eredmények

### Férfi
| Versenyző       | Versenyszám     | Előfutam | Előfutam | Előfutam | Elődöntő | Elődöntő | Elődöntő | Döntő     | Döntő    |
| Versenyző       | Versenyszám     | Idő      | Hely.    | Össz.    | Idő      | Hely.    | Össz.    | Idő       | Helyezés |
| --------------- | --------------- | -------- | -------- | -------- | -------- | -------- | -------- | --------- | -------- |
| Szerényi János  | 10 000 m        |          |          |          |          |          |          | 29:03,93  | 25.      |
| Szerényi János  | Maraton         |          |          |          |          |          |          | feladta   | feladta  |
| Tóth Gyula      | Maraton         |          |          |          |          |          |          | 2:18:59,6 | 10.      |
| Mecser Lajos    | Maraton         |          |          |          |          |          |          | 2:34:35,2 | 41.      |
| Mecser Lajos    | 10 000 m        |          |          |          |          |          |          | 29:07,49  | 26.      |
| Milassin Lóránd | 110 m gát       | 14,34    | 4.       | 12.      | 14,54    | 7.       | 13.      | kiesett   | kiesett  |
| Antal Andor     | 20 km gyaloglás |          |          |          |          |          |          | 1:35:9,6  | 14.      |
| Fórián Sándor   | 20 km gyaloglás |          |          |          |          |          |          | 1:35:24,2 | 15.      |
| Kiss Antal      | 20 km gyaloglás |          |          |          |          |          |          | 1:33:15,4 | 11.      |
| Kiss Antal      | 50 km gyaloglás |          |          |          |          |          |          | 4:26:53,6 | 18.      |
| Dalmati János   | 50 km gyaloglás |          |          |          |          |          |          | 4:16:59,6 | 11.      |

| Versenyző          | Versenyszám   | Selejtező | Selejtező | Döntő    | Döntő    |
| Versenyző          | Versenyszám   | Eredmény  | Helyezés  | Eredmény | Helyezés |
| ------------------ | ------------- | --------- | --------- | -------- | -------- |
| Major István       | Magasugrás    | 212 cm    |           | 217 cm   | 4.       |
| Kelemen Endre      | Magasugrás    | 212 cm    |           | 211 cm   | 8.       |
| Tihanyi József     | Magasugrás    | 212 cm    |           | 211 cm   | 9.       |
| Kalocsai Henrik    | Távolugrás    | 724 cm    | 27.       | kiesett  | kiesett  |
| Katona Gábor       | Távolugrás    | 722 cm    | 28.       | kiesett  | kiesett  |
| Varjú Vilmos       | Súlylökés     | 19,56 m   | 2.        | 19,99 m  | 4.       |
| Teveli Mihály      | Súlylökés     | 16,82 m   | 22.       | 16,82 m  | 22.      |
| Holub Sándor       | Súlylökés     | 16,63 m   | 23.       | kiesett  | kiesett  |
| Fejér Géza         | Diszkoszvetés | 60,86 m   | 3.        | 61,54 m  |          |
| Tégla Ferenc       | Diszkoszvetés | 60,04 m   | 6.        | 59,24 m  | 7.       |
| Faragó János       | Diszkoszvetés | 55,56 m   | 19.       | kiesett  | kiesett  |
| Eckschmiedt Sándor | Kalapácsvetés | 69,98 m   | 3.        | 69,74 m  | 6.       |
| Zsivótzky Gyula    | Kalapácsvetés | 71,58 m   | 1.        | 64,94 m  | 11.      |
| Encsi István       | Kalapácsvetés | 65,96 m   | 13.       | kiesett  | kiesett  |
| Németh Miklós      | Gerelyhajítás | 78,28 m   | 9.        | 76,82 m  | 9.       |
| Csik József        | Gerelyhajítás | 78,80 m   | 6.        | 76,24 m  | 10.      |
| Kulcsár Gergely    | Gerelyhajítás | 76,48 m   | 15.       | kiesett  | kiesett  |

| Versenyző    | Versenyszám | 100 m | 100 m | Távolugrás | Távolugrás | Súlylökés | Súlylökés | Magasugrás | Magasugrás | 400 m | 400 m | 110 m gát | 110 m gát | Diszkoszvetés | Diszkoszvetés | Rúdugrás | Rúdugrás | Gerelyhajítás | Gerelyhajítás | 1500 m | 1500 m | Végeredmény | Végeredmény |
| Versenyző    | Versenyszám | Idő   | Pont  | Eredmény   | Pont       | Eredmény  | Pont      | Eredmény   | Pont       | Idő   | Pont  | Idő       | Pont      | Eredmény      | Pont          | Eredmény | Pont     | Eredmény      | Pont          | Idő    | Pont   | Pont        | Helyezés    |
| ------------ | ----------- | ----- | ----- | ---------- | ---------- | --------- | --------- | ---------- | ---------- | ----- | ----- | --------- | --------- | ------------- | ------------- | -------- | -------- | ------------- | ------------- | ------ | ------ | ----------- | ----------- |
| Bakai József | Tízpróba    | 11,2  |       | 6,96 m     |            | 15,28 m   |           | 1,83 m     |            | 51,7  |       | 16,6      |           | 49,46 m       |               | 4,40 m   |          | 66,83 m       |               | 4:52,7 |        | 7520        | 10.         |

### Női
| Versenyző                                                 | Versenyszám | Előfutam | Előfutam | Előfutam | Elődöntő | Elődöntő | Elődöntő | Döntő   | Döntő    |
| Versenyző                                                 | Versenyszám | Idő      | Hely.    | Össz.    | Idő      | Hely.    | Össz.    | Idő     | Helyezés |
| --------------------------------------------------------- | ----------- | -------- | -------- | -------- | -------- | -------- | -------- | ------- | -------- |
| Markó Margit                                              | 100 m       | 12,10    | 5.       | 20.      | kiesett  | kiesett  | kiesett  | kiesett | kiesett  |
| Balogh Györgyi                                            | 100 m       | 12,68    | 2.       | 5.       | 11,68    | 3.       | 5.       | 11,59   | 5.       |
| Balogh Györgyi                                            | 200 m       | 34,32    | 3.       | 13.      | 23,42    | 2.       | 3.       | 23,26   |          |
| Kulcsár Magdolna                                          | 800 m       | 2:05,30  | 2.       | 4.       | 2:06,2   | 5.       | 12.      | kiesett | kiesett  |
| Kulcsár Magdolna                                          | 1500 m      | 4:21,2   | 2.       | 17.      |          |          |          | kiesett | kiesett  |
| Szenteleki Sára                                           | 1500 m      | 4:17,06  | 4.       | 11.      |          |          |          | 4:16,06 | 9.       |
| Völgyi Zsuzsa                                             | 1500 m      | 4:18,0   | 5.       | 12.      |          |          |          | kiesett | kiesett  |
| Bruzsenyák Ilona Markó Margit Balogh Györgyi Papp Katalin | 4 × 100 m   | 44,87    | 2.       | 5.       |          |          |          | 44,78   | 5.       |

| Versenyző      | Versenyszám   | Selejtező | Selejtező | Döntő    | Döntő    |
| Versenyző      | Versenyszám   | Eredmény  | Helyezés  | Eredmény | Helyezés |
| -------------- | ------------- | --------- | --------- | -------- | -------- |
| Komka Magdolna | Magasugrás    | 173 cm    |           | 175 cm   | 16.      |
| Rudolf Erika   | Magasugrás    | 171 cm    |           | kiesett  | kiesett  |
| Bognár Judit   | Súlylökés     |           |           | 17,33 m  | 8.       |
| Bognár Judit   | Diszkoszvetés | 52,12 m   | 14.       | kiesett  | kiesett  |
| Kontsek Jolán  | Diszkoszvetés | 56,12 m   | 4.        | 55,06 m  | 9.       |
| Stugner Judit  | Diszkoszvetés | 54,56 m   | 9.        | 51,88 m  | 11.      |
| Németh Angéla  | Gerelyhajítás | 55,44 m   | 6.        | 57,44 m  | 4.       |
| Vágó Mária     | Gerelyhajítás | 52,90 m   | 12.       | 55,70 m  | 7.       |
| Antal Márta    | Gerelyhajítás | 53,18 m   | 11.       | 55,62 m  | 8.       |

| Versenyző   | Versenyszám | 100 m gát | 100 m gát | Súlylökés | Súlylökés | Magasugrás | Magasugrás | Távolugrás | Távolugrás | 200 m | 200 m | Végeredmény | Végeredmény |
| Versenyző   | Versenyszám | Idő       | Pont      | Eredmény  | Pont      | Eredmény   | Pont       | Eredmény   | Pont       | Idő   | Pont  | Pont        | Helyezés    |
| ----------- | ----------- | --------- | --------- | --------- | --------- | ---------- | ---------- | ---------- | ---------- | ----- | ----- | ----------- | ----------- |
| Papp Margit | Ötpróba     | 14,7      |           | 13,36 m   |           | 1,76 m     |            | 6,10 m     |            | 26,3  |       | 4244        | 8.          |